# Matías Mir
Matías Mir García (Las Palmas de Gran Canaria, 26 maggio 2003) è un calciatore uruguaiano, centrocampista del Cerro Largo.

## Carriera
Cresciuto calcisticamente nel Peñarol, nel 2021 si svincola e firma un contratto triennale con il Parma, che lo aggrega al settore giovanile.
Nel luglio del 2022, viene ceduto in prestito al Dep. Maldonado, con cui disputa la seconda parte del massimo campionato uruguaiano, disputando tredici match di campionato.